# Gesta Hungarorum
Gesta Hungarorum (slovensko Dejanja Madžarov) je najzgodnejša ohranjena knjiga o madžarski zgodovini. Knjiga ni kronika, ampak gesta, se pravi dejanja, zato spada v srednjeveško zabavno književnost. V latinščini jo je napisal neprepoznan avtor, ki je v znanstvenih delih tradicionalno imenovan Anonim, notar Béle III. Po mnenju večine zgodovinarjev je bilo delo končano med letoma 1200 in 1230. Gesta obstaja v enem samem rokopisu iz druge polovice 13. stoletja, ki je bil stoletja shranjen na Dunaju. Zdaj je del zbirke Széchényijeve narodne knjižnice v Budimpešti. 
Glavna tema knjige je madžarsko osvajanje Karpatskega bazena na prehodu iz 9. v 10. stoletje. Piše tudi o poreklu Madžarov, pri čemer njihove prednike enači s starimi Skiti in Huni. Za pisanje Geste so bili koriščeni številni viri, vključno s Svetim pismom, Etimologijo Izidorja Seviljskega, Exordio Scythico iz 7. stoletja, Kroniko Regina Prümskega iz poznega 9. stoletja in zgodnjesrednjeveškimi romancami o Aleksandru Velikemu. Anonim je pri pisanju dela uporabljal tudi ljudske pesmi in balade. Poznal je različico Madžarske kronike iz poznega 11. stoletja, katere besedilo je delno ohranjeno v njegovem delu in poznejših kronikah. Pripoved o madžarskem osvajanju se razlikuje od različice v drugih kronikah. Anonim ni omenjal nasprotnikov osvajalskih Madžarov, sicer znanih iz virov, napisanih okoli leta 900, pisal pa je o boju Madžarov proti vladarjem, ki jih drugi viri ne omenjajo. Po eni od teorij je za imena nasprotnikov Madžarov uporabljal krajevna imena.

## Ozadje
Čeprav se zdi, da so Ogri/Madžari pred sprejetjem krščanstva v 11. stoletju uporabljali svojo lastno abecedo, so večino informacij o njihovi zgodnji zgodovini zapisali muslimanski, bizantinski in zahodnoevropski avtorji. Fuldski letopisi, Kronika Regina Prümskega in De administrando imperio bizantinskega cesarja Konstantina VII. vsebujejo sočasna ali skoraj sočasna poročila o njihovem osvajanju Karpatskega bazena na prehodu iz 9. v 10. stoletje. Pri Madžarih samih se je spomin na najpomembnejše zgodovinske dogodke ohranil v ustnem izročilu – pesmih in baladah. Ilustrirana kronika je izrecno zapisala, da si je "sedem stotnikov", ki so vodili Madžare med osvajanjem, "izmišljalo laži o sebi in se med seboj opevalo, da bi pridobilo svetovno slavo in bi se z njimi ponašali in se hvaliti tudi njihovi potomci".
Gesta Hungarorum je prva ohranjena madžarska kronika. Številni zgodovinarji se strinjajo, da so kronika Simona iz Kéze, Ilustrirana kronika in druga dela, ki so nastala v 13.–15. stoletju, vsebovala besedila, napisana pred dokončanjem Gestae Hungarorum. Za prvo madžarsko kroniko, Urgesta, se domneva, da je bila dokončana v drugi polovici 11. stoletja ali v začetku 12. stoletja.̪ Obstoj te starodavne kronike dokazujejo kasnejši viri: eno od Rikardovih poročil o potovanju skupine dominikanskih bratov v zgodnjih 1230. letih, in Dejanja krščanskih Madžarov, ki vsebujejo  informacije o vzhodni Veliki Ogrski. Ilustrirana kronika iz leta 1358 omenja "stare knjige o dejanjih Madžarov" v povezavi s poganskimi upori v 11. stoletju. Najzgodnejša Madžarska kronika je bila v 12.–14. stoletju večkrat razširjena in prepisana, vendar je njeno vsebino mogoče rekonstruirati le na podlagi del iz 14. stoletja.
Čeprav se zdi, da so Ogri ali Madžari pred sprejetjem krščanstva v 11. stoletju uporabljali svojo lastno abecedo, so večino informacij o njihovi zgodnji zgodovini zapisali muslimanski, bizantinski in zahodnoevropski avtorji. Fuldski letopisi, Kronika Regina Prümskega in De administrando imperio bizantinskega cesarja Konstantina VII. vsebujejo sočasna ali skoraj sočasna poročila o njihovem osvajanju Karpatskega bazena na prehodu iz 9. v 10. stoletje. Pri Madžarih se je spomin na najpomembnejše zgodovinske dogodke ohranil v ustnem izročilu – pesmih in baladah.  Ilustrirana kronika izrecno omenja, da si je "sedem stotnikov", ki so vodili Madžare med osvajanjem, "izmišljevalo laži o sebi in se med seboj opevalo, da bi pridobilo svetovno slavo in bi se z njimi ponašali in se hvaliti tudi njihovi potomci".
Gesta Hungarorum ali Dejanja Madžarov je prva ohranjena madžarska kronika. Njena glavna tema je osvajanje Karpatskega bazena in pripoveduje o ozadju in neposrednih posledicah osvojitve. Številni zgodovinarji se strinjajo, da so kronika Simona iz Kéze, Ilustrirana kronika in druga dela, nastala v 13.–15. stoletju, ohranila besedila, napisana pred dokončanjem Gestae Hungarorum.
Za prvo Madžarsko kroniko (Urgesta) se domneva, da je bila dokončana v drugi polovici 11. stoletja ali v začetku 12. stoletja. Obstoj te starodavne kronike dokazujejo kasnejši viri: eno od Rikardovih poročil o potovanju skupine dominikanskih bratov v zgodnjih 1230. letih, in Dejanja krščanskih Madžarov, ki vsebujejo  informacije o vzhodni Veliki Ogrski. Ilustrirana kronika iz leta 1358 omenja "stare knjige o dejanjih Madžarov", v povezavi s poganskimi upori v 11. stoletju. Najzgodnejša Madžarska kronika je bila v 12.–14. stoletju večkrat razširjena in prepisana, vendar je njeno vsebino mogoče rekonstruirati le na podlagi del iz 14. stoletja.

## Rokopis
Gesta Hungarorum obstaja v samo enem rokopisu. Kodeks ima dimenzije 17 krat 24 centimetrov in vsebuje 24 listov, vključno z dvema praznima stranema. Prva stran kodeksa je prvotno vsebovala uvod, potem pa je ostala prazna, ker je pisar  pri pisanju besedila naredil napake.  Besedilo je napisano v gotski minuskuli. Slog črk in okraskov, vključno z dodelano začetnico na prvi strani, kaže, da je bil rokopis dokončan sredi ali v drugi polovici 13. stoletja. Pisarske napake kažejo, da je obstoječi rokopis prepis izvirnega dela.
Zgodovina rokopisa do začetka 17. stoletja ni znana. Med letoma 1601 in 1636 je postal del zbirke cesarske knjižnice na Dunaju. V tem obdobju jo je dvorni knjižničar Sebastian Tengnagel registriral pod naslovom Historia Hungarica de VII primis ducibus Hungariae auctore Belae regis notario (Madžarska zgodovina prvih sedmih knezov Ogrske, ki jo je napisal notar kralja Béle). Tengnagel je na folije in poglavja dodal številke. Rokopis je bil v poznem 18. stoletju vezan v usnjene platnice z vtisnjenim z dvoglavim orlom.  Rokopis je bil leta 1933 ali 1934 prenesen na Madžarsko in je zdaj shranjen v Széchényijevi narodni knjižnici v Budimpešti.

## Avtor
Avtor Gestae Hungarorum je vse od izida prvega madžarskega prevoda njegovega dela leta 1790 znan kot Anonim. Avtor se je v uvodnem stavku Gestae opisal kot "P, ki se imenuje magister in včasih notar najslavnejšega Béle, kralja Ogrske lepega spomina". Prepoznavanje kralja Béle je predmet znanstvenih razprav, ker so to ime nosili štirje madžarski monarhi. Večina zgodovinarjev identificira kralja z Bélo III. Ogrskim, ki je umrl leta 1196.
Anonim je svoje delo posvetil "najbolj častitljivemu človeku N", ki je bil njegov sošolec v neimenovani šoli. Anonim je omenil, da so z veseljem brali Trojansko zgodovino, delo, ki se pripisuje Daresu Frigijskemu in je bilo priljubljeno v srednjem veku. Omenil je tudi delo o trojanski vojni, ki ga je po navodilih svojih gospodarjev "z veliko ljubeznijo združil v en zvezek". Anonim je izjavil, da se je odločil pisati o "rodoslovju ogrskih kraljev in njihovih plemičev", ker ni poznal nobenega dostojnega poročila o madžarskih osvajanjih. Po mnenju zgodovinarjev, ki prepoznavajo Anonima kot notarja kralja Béle III., je svoje delo napisal okoli leta 1200 ali v prvih desetletjih 13. stoletja.
Študija krajevnih imen, omenjenih v Gesti, nakazuje, da je Anonim podrobno poznal tako širšo regijo Óbuda in otoka Csepel v današnji Budimpešti in južno od nje, kot tudi dežele ob zgornjem toku reke Tise. Omenil je na primer ducat krajev, naselij, rečnih prehodov in potokov v tej regiji, vključno z "majhno reko, ki teče skozi kamnit prepust" v Óbudo.  O južnih in vzhodnih delih Transilvanije ni pisal.

## Vsebina
Gesta vsebuje predgovor in 57 poglavij.. 
V predgovoru se je Anonim predstavil in izjavil, da se je odločil napisati svoje delo, da bi zapisal zgodnjo zgodovino Madžarov in njihovega osvajanja Karpatskega bazena. Poleg tega je izjavil, da želi napisati rodoslovje kraljeve dinastije Árpád in plemiških družin Kraljevine Ogrske.
Prvih sedem poglavij opisuje legendarno domovino Madžarov, omenjeno kot Skitijo ali Dentumoger, in njihov odhod od tam. Prvo poglavje naj bi temeljilo na madžarski kroniki iz poznega 11. stoletja in vsebuje interpolacije iz kronike Exordia Scythica in Kronike Regina Prümskega. Drugo poglavje pojasnjuje, da so Madžari dobili ime po Hunguarju, današnjem Užgorodu v Ukrajini. V tretjem poglavju je ohranjeno totemistično predkrščansko izročilo o izvoru dinastije Árpád in opisuje Emesejine  sanje o sokolu, ki jo je oplodil pred rojstvom njenega sina Álmoša. Naslednje poglavje opisuje Álmoša in omenja, da je bil "močnejši in modrejši od vseh skitskih knezov",  kar je morda izhajalo iz ustnega izročila ali kakšnega besedila sočasnih pravnih dokumentov. Peto poglavje piše o izvolitvi Álmoša za "vodjo in gospodarja", pri čemer omenja obred mešanja krvi. V tem delu Anonim navaja, da so se Madžari "odločili zase poiskati deželo Panonijo, za katero so slišali po govoricah, da je bila dežela kralja Atile", ki ga Anonim opisuje kot Álmošovega prednika. Naslednje poglavje pripoveduje o prisegi, ki so jo voditelji Madžarov dali po Álmošovi izvolitvi, vključno s potrditvijo dedne pravice Álmošovih potomcev do vladanja in pravice njegovih volivcev in potomcev njegovih volivcev, da zasedajo najvišje položaje v kraljestvu.  V sedmem poglavju Anonim piše o odhodu Madžarov iz Skitije in njihovi poti čez reko Etil in "Rusijo, ki se imenuje Suzdal", v Kijev.
Naslednja štiri poglavja Geste opisujejo boje Madžarov z Rusi in "Kumani".  Anonimovo poročilo o prehodu Madžarov mimo Kijeva temelji verjetno na starodavni Madžarski kroniki. Omembo pohoda Madžarov mimo Kijeva proti Karpatski kotlini je mogoče najti tudi v ruski Primarni kroniki ter v kronikah Simona iz Kéze in Henrika Mügelna. V poskusu, da bi svoje delo naredil bolj zabavno, je Anonim to informacijo dopolnil z živimi bojnimi prizori, izposojenimi iz Trojanske zgodovine in romanc o Aleksandru Velikemu. Anonim omenja zavezništvo med Rusi in "Kumani" proti Madžarom. Številni zgodovinarji se strinjajo, da je Anonim napačno razlagal madžarsko besedo "kun", ki je prvotno označevala vsa nomadska turška ljudstva, in napačno izenačil Kune, omenjene v enem od njegovih virov, s Kumani njegovega časa. Slednji so v 12. stoletju vsaj dvakrat podprli ruske kneze proti madžarskim monarhom, kar pojasnjuje Anonimovo napako. Deveto poglavje Geste opisuje podreditev ruskih in "kumanskih" knezov Almosu.  Anonim tudi piše, kako se je Madžarom pridružilo sedem kumanskih poglavarjev, kar je morda ohranilo spomin na vključitev Kabarov v madžarsko plemensko zvezo, ki temelji na ustnem izročilu plemiških družin kabarskega porekla.

### Primarni viri
- Martyn Rady, László Veszprémy,  János M. Bak.,  prev. in ur. (2010)Anonymus, Notary of King Béla: The Deeds of the Hungarians. CEU Press; ISBN 978-963-9776-95-1.
- Silagi, Gabriel (1991). Die "Gesta Hungarorum" des anonymen Notars. Ungarns Geschichtsschreiber (v German). Zv. 4. Sigmaringen: Jan Thorbecke. ISBN 3-7995-2910-1.{{navedi knjigo}}:  Vzdrževanje CS1: neprepoznan jezik (povezava)
- The Chronicle of Regino of Prüm (2009). In: History and Politics in Late Carolingian and Ottonian Europe: The Chronicle of Regino of Prüm and Adalbert of Magdeburg. Prevod Simon MacLean. Manchester University Press, ISBN 978-0-7190-7135-5.
- Dezső Dercsényi, ur. (1970). The Hungarian Illuminated Chronicle: Chronica de Gestis Hungarorum. Corvina, Taplinger Publishing. ISBN 0-8008-4015-1.

### Sekundarni virɪ
- Armbruster, Adolf (1972). Romanitatea românilor: Istoria unei idei [The Romanity of the Romanians: The History of an Idea]. Romanian Academy Publishing House.
- Berend, Nora; Urbańczyk, Przemysław; Wiszewski, Przemysław (2013). Central Europe in the High Middle Ages: Bohemia, Hungary and Poland, c. 900-c. 1300. Cambridge University Press. ISBN 978-0-521-78156-5.
- Boia, Lucian (2001). History and Myth in Romanian Consciousness (Translated by James Christian Brown). CEU Press. ISBN 963-9116-96-3.
- Curta, Florin (2006). Southeastern Europe in the Middle Ages, 500–1250. Cambridge University Press. ISBN 978-0-521-89452-4.
- Deletant, Dennis (1992). »Ethnos and Mythos in the History of Transylvania: the case of the chronicler Anonymus«.  V Péter, László (ur.). Historians and the History of Transylvania. Boulder. str. 67–85. ISBN 0-88033-229-8.
- Djuvara, Neagu (2003). O scurtă istorie a românilor povestită celor tineri (v romunščini). Istros.
- Engel, Pál (2001). The Realm of St Stephen: A History of Medieval Hungary, 895–1526. I.B. Tauris Publishers. ISBN 1-86064-061-3.
- Georgescu, Vlad (1991). The Romanians:A History. Ohio State University Press. ISBN 0-8142-0511-9.
- Györffy, György (1988). Anonymus: Rejtély vagy történeti forrás [Anonymous: An Enigma or a Source for History] (v madžarščini). Akadémiai Kiadó. ISBN 963-05-4868-2.
- Kordé, Zoltán (1994). »Anonymus«.  V Kristó, Gyula; Engel, Pál; Makk, Ferenc (ur.). Korai magyar történeti lexikon (9–14. század) [Encyclopedia of the Early Hungarian History (9th–14th centuries)] (v madžarščini). Akadémiai Kiadó. str. 50–51. ISBN 963-05-6722-9.
- Kristó, Gyula (1983). Tanulmányok az Árpád-korról, 14. fejezet: Szempontok Anonymus gestájának megítéléséhez [Studies on the Age of the Árpáds, Chapter 14: Thoughts of the Evaluation of Anonymus's Gesta] (v madžarščini). Magvető Könyvkiadó. ISBN 963-271-890-9.
- Kristó, Gyula (2002). Magyar historiográfia I.: Történetírás a középkori Magyarországon [Hungarian Historiography, Volume I: History in Medieval Hungary] (v madžarščini). Osiris. ISBN 963-389-261-9.
- Macartney, C. A. (1953). The Medieval Hungarian Historians: A Critical & Analytical Guide. Cambridge University Press. ISBN 978-0-521-08051-4. Google Books
- Madgearu, Alexandru (2005). The Romanians in the Anonymous Gesta Hungarorum: Truth and Fiction. Romanian Cultural Institute, Center for Transylvanian Studies. ISBN 973-7784-01-4.
- Magocsi, Paul Robert; Pop, Ivan (1978). The Shaping of a National Identity: Subcarpathian Rus', 1848-1948. Harvard University Press. ISBN 0-674-80579-8.
- Magocsi, Paul Robert; Pop, Ivan (2002). Encyclopedia of Rusyn History and Culture. University of Toronto Press. ISBN 0-8020-3566-3.
- Pop, Ioan-Aurel (2013). "De manibus Valachorum scismaticorum...": Romanians and Power in the Mediaeval Kingdom of Hungary: The Thirteenth and Fourteenth Centuries. Peter Lang. ISBN 978-3-631-64866-7.
- Rady, Martyn; Veszprémy, László (2010). »Introduction«.  V Bak, János M.; Borkowska, Urszula; Constable, Giles; Jaritz, Gerhard; Klaniczay, Gábor (ur.). Anonymus and Master Roger. CEU Press. str. xvii–xxxviii. ISBN 978-963-9776-95-1.
- Oța, Silviu (2014). The Mortuary Archaeology of Medieval Banat. Brill. ISBN 978-90-04-21438-5.
- Róna-Tas, András (1999). Hungarians and Europe in the Early Middle Ages: An Introduction to Early Hungarian History (Translated by Nicholas Bodoczky). CEU Press. ISBN 978-963-9116-48-1.
- Spinei, Victor (2009). The Romanians and the Turkic Nomads North of the Danube Delta from the Tenth to the Mid-Thirteenth century. Koninklijke Brill NV. ISBN 978-90-04-17536-5.
- Thoroczkay, Gábor (2009). Írások az Árpád-korról: Történeti és historiográfiai tanulmányok, 7. fejezet: Anonymusról - röviden [On the Age of the Árpáds: Historical and Historiographic Studies, Chapter 7: On Anonymous in short] (v madžarščini). L'Harmattan. ISBN 978-963-236-165-9.
- Ţurcanu, Ion (2007). Istoria românilor [History of the Romanians] (v romunščini). Istros. ISBN 978-973-1871-02-8.